# The Jazz Brothers
| Recensione | Giudizio |
| ---------- | -------- |
| AllMusic   |          |

The Jazz Brothers è il primo album di Chuck Mangione (a nome The Mangione Brothers Sextet), pubblicato dalla casa discografica Riverside Records nell'ottobre del 1960.

## Tracce

### LP
Lato A
Musiche di Chuck Mangione, eccetto dove indicato.
1. Something Different – 6:06
2. Secret Love – 6:31
3. Alice – 6:15 (musica: Gap Mangione)

Lato B
Musiche di Chuck Mangione, eccetto dove indicato.
1. Struttin' with Sandra – 4:05
2. Nemesis – 5:01 (musica: Larry Combs)
3. The Gap – 5:13 (musica: Gap Mangione)
4. Girl of My Dreams – 6:01 (musica: Charles Clapp)

## Formazione
- Chuck Mangione – tromba
- Larry Combs – sassofono alto
- Sal Nistico – sassofono tenore
- Gap Mangione – piano
- Bill Saunders – contrabbasso
- Roy McCurdy – batteria

Note aggiuntive
- Julian Cannonball Adderley – produttore
- Bill Stoddard – ingegnere delle registrazioni (Bell Sound Studios)
- Ken Deardoff – design copertina album originale
- Lawrence N. Shustak – foto copertina e retrocopertina album originale
- Jack Matthews – mastering
- Orrin Keepnews – note retrocopertina album originale[3]